# Chabestanh
Chabestan (en francès Chabestan) és un municipi francès situat al departament dels Alts Alps i a la regió de Provença – Alps – Costa Blava.

## Demografia
| 1831                                       | 1962 | 1968 | 1975 | 1982 | 1990 | 1999 | 2006 | 2015 |
| ------------------------------------------ | ---- | ---- | ---- | ---- | ---- | ---- | ---- | ---- |
| 273                                        | 125  | 113  | 101  | 105  | 112  | 126  | 116  | 136  |
| Des de 1962: població sense dobles comptes |      |      |      |      |      |      |      |      |

## Administració
| Període               | Identitat       | Partit |
| --------------------- | --------------- | ------ |
| 2001-2014             | Roger Fournel   |        |
| novembre de 2017-2020 | Thierry Fodera  |        |
| 2020-                 | Anne-Marie Gros |        |